# Accordo di Doha (2020)
L'accordo di Doha del 2020 è un trattato di pace tra la fazione afghana dei Talebani e gli Stati Uniti d'America concluso, durante la presidenza di Donald Trump, il 29 febbraio 2020 nella capitale qatariota.
L'accordo prevedeva di porre fine al conflitto armato in Afghanistan del 2001, disponendo il totale ritiro delle forze armate statunitensi dal Paese entro il 31 agosto del 2021.